# Giulio Pittarelli
Giulio Pittarelli (Campochiaro, 3 febbraio 1852 – Roma, 2 marzo 1934) è stato un matematico italiano.

## Biografia
Nacque il 3 febbraio 1852 a Campochiaro, in provincia di Campobasso, e compì gli studi presso il Real Collegio Sannitico di Campobasso, diplomandosi nel 1871; ebbe almeno un fratello, Emilio. Si iscrisse presso la Scuola Normale Superiore dell'Università degli Studi di Napoli Federico II, dove si distinse per la generalizzazione alla dimensione tre della questione di Faure e per la generalizzazione ad un numero qualunque di variabili del metodo di Hesse sull'integrazione dell'equazione differenziale di Carl Jacobi; entrambe le generalizzazioni furono pubblicate sul Giornale di matematiche. Si laureò con lode e col massimo dei voti in matematica nel 1874 con una tesi di laurea pubblicata di geometria analitica; due anni dopo si laureò anche in ingegneria civile nel 1876 presso la Scuola degli ingegneri del medesimo ateneo. Durante la sua carriera accademica fu allievo di Nicola Trudi ed Achille Sannia, che egli stesso commemorò come "professori efficacissimi ed ornamento e splendore dell’Ateneo di quella città", oltre che di Annibale de Gasparis, Remigio Del Grosso ed Emanuele Fergola, col quale trascorse un anno presso l'Osservatorio astronomico di Capodimonte.
Si occupò anche di arte, cultura e musica. Fu in cordiali rapporti con Luigi Settembrini, del quale frequentò le lezioni, ed ebbe l'occasione di esporre un suo saggio critico sul personaggio di Piccarda Donati nella Divina Commedia di Dante Alighieri; tale saggio fu poi pubblicato nel 1881 sul periodico Pensiero Sannita. Proprio Settembrini lo presentò ai pittori napoletani Domenico Morelli e Francesco Paolo Michetti, che ne apprezzarono la finezza e la forza del disegno.
Nel 1877 fu chiamato presso l'istituto tecnico di Chieti per insegnare matematica, svolgendo inoltre l'incarico di ingegnere presso il genio civile di Chieti. Dopo tre anni passò all'istituto tecnico dell'Aquila, dove rimase fino al 1886; all'Aquila conobbe e sposò Emilia Cardillo, dalla quale ebbe quattro figli. Durante questi nove anni in Abruzzo rimase in contatto epistolare con Giuseppe Battaglini.
Nel 1886 il matematico Luigi Cremona, dopo aver letto ed apprezzato alcuni lavori consegnati da Pittarelli all'Accademia Nazionale dei Lincei, lo invitò a concorrere per le cattedre di matematica al liceo ginnasio Terenzio Mamiani e di geometria descrittiva all'Università degli Studi di Roma "La Sapienza". Pittarelli si aggiudicò entrambe le cattedre e dopo pochi mesi al Mamiani, optò per l'insegnamento universitario. La cattedra di geometria descrittiva fu creata ad hoc, scorporando da geometrica descrittiva e proiettiva la parte proiettiva, accorpata a geometria analitica. Tra i suoi allievi ebbe Enrico Bompiani, che gli successi nell'insegnamento, Francesco Marchetti Selvaggiani ed Emilio Segrè.
Fu eletto per acclamazione primo presidente della sezione romana di Mathesis nel 1911, rimanendo in carica fino alla pensione, e fu inoltre presidente della commissione esaminatrice per l'ammissione degli studenti alla Scuola Normale Superiore di Pisa, trovandosi ad esaminare tra gli altri anche un giovane Enrico Fermi. Fu inoltre presidente nazionale dei professori universitari nonché presidente dell'Ordine degli ingegneri della Provincia di Roma e fece da relatore al Congresso internazionale dei matematici di Roma nel 1908.
Fu uno dei firmatari del manifesto degli intellettuali antifascisti redatto da Benedetto Croce, pubblicato il 1° maggio 1925 sul quotidiano Il Mondo.
Morì a Roma il 2 marzo 1934.